# Burgtheater
Le Burgtheater est un théâtre de Vienne inauguré en 1888. Considéré comme l'une des scènes les plus importantes d'Europe, il est, après la Comédie-Française, le deuxième théâtre européen par ordre d'ancienneté et le plus grand théâtre de langue allemande. Le bâtiment s'élève sur le Ring, le boulevard circulaire de la capitale de l'Autriche.

## Historique
L'édifice, élevé sur la Ringstrasse par les architectes Karl von Hasenauer et Gottfried Semper, mêle éléments néo-Renaissance et néo-baroque. En remplaçant l'ancien théâtre de la cour, le Burgtheater initial dit Altes Burgtheater fondé en 1741 sous Marie-Thérèse sur la Michaelerplatz, il devient l'un des théâtres les plus importants d'Europe. À la fin de la dernière guerre, une bombe ravage le bâtiment principal, n'épargnant que les ailes des escaliers d'honneur. La restauration prit dix ans mais fut si réussie qu'en 1955, à la réouverture, il était difficile de reconnaître les parties neuves de celles d'époque.

## Citation
« Le théâtre impérial, Burgtheater, était pour le Viennois, pour l'Autrichien, plus qu'une simple scène. Le premier regard qu'il jetait sur son journal du matin ne portait pas sur les discussions du Parlement ou sur les événements mondiaux, mais sur la chronique théâtrale »

— Stefan Zweig, Le Monde d'hier. Souvenirs d'un Européen,.

## Acteurs et anciens acteurs
- Philipp Hochmair
- Dorothea Parton

## Galerie

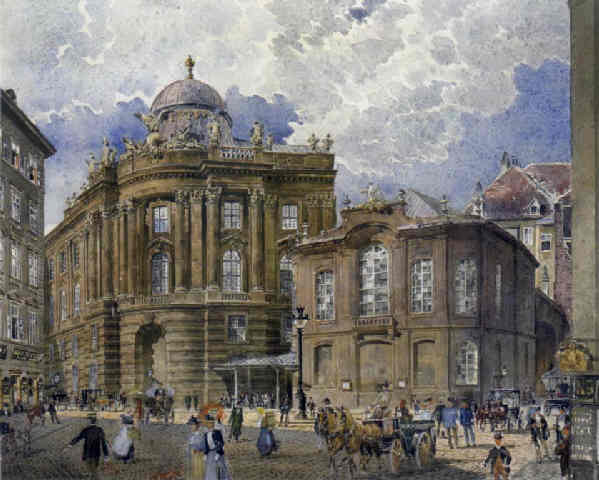
L'ancien Burgtheater sur la Michaelerplatz, peint par Robert Raschka (en) ; au centre, à droite du château.
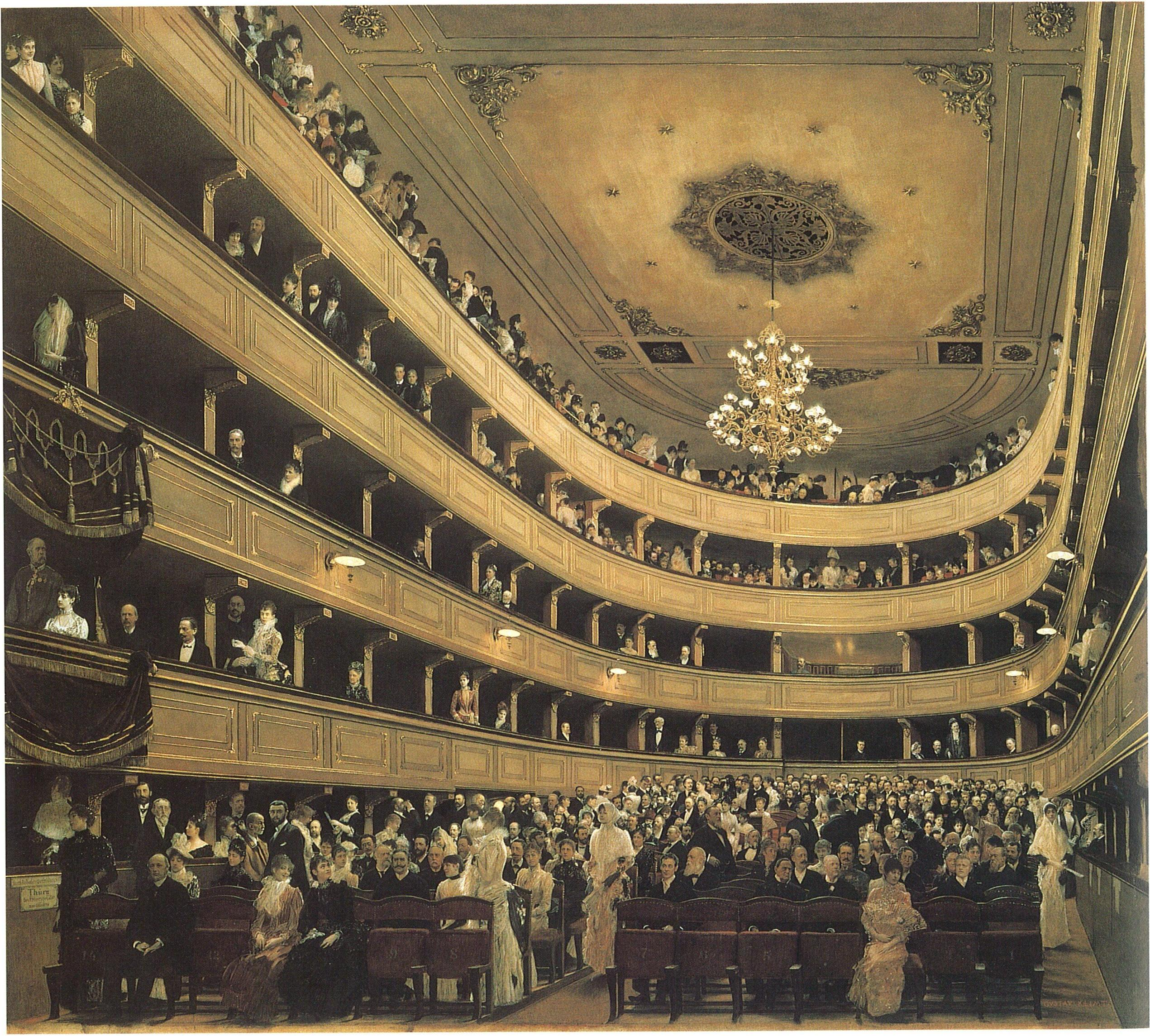
Intérieur de l'ancien Burgtheater sur la Michaelerplatz, par Gustav Klimt.
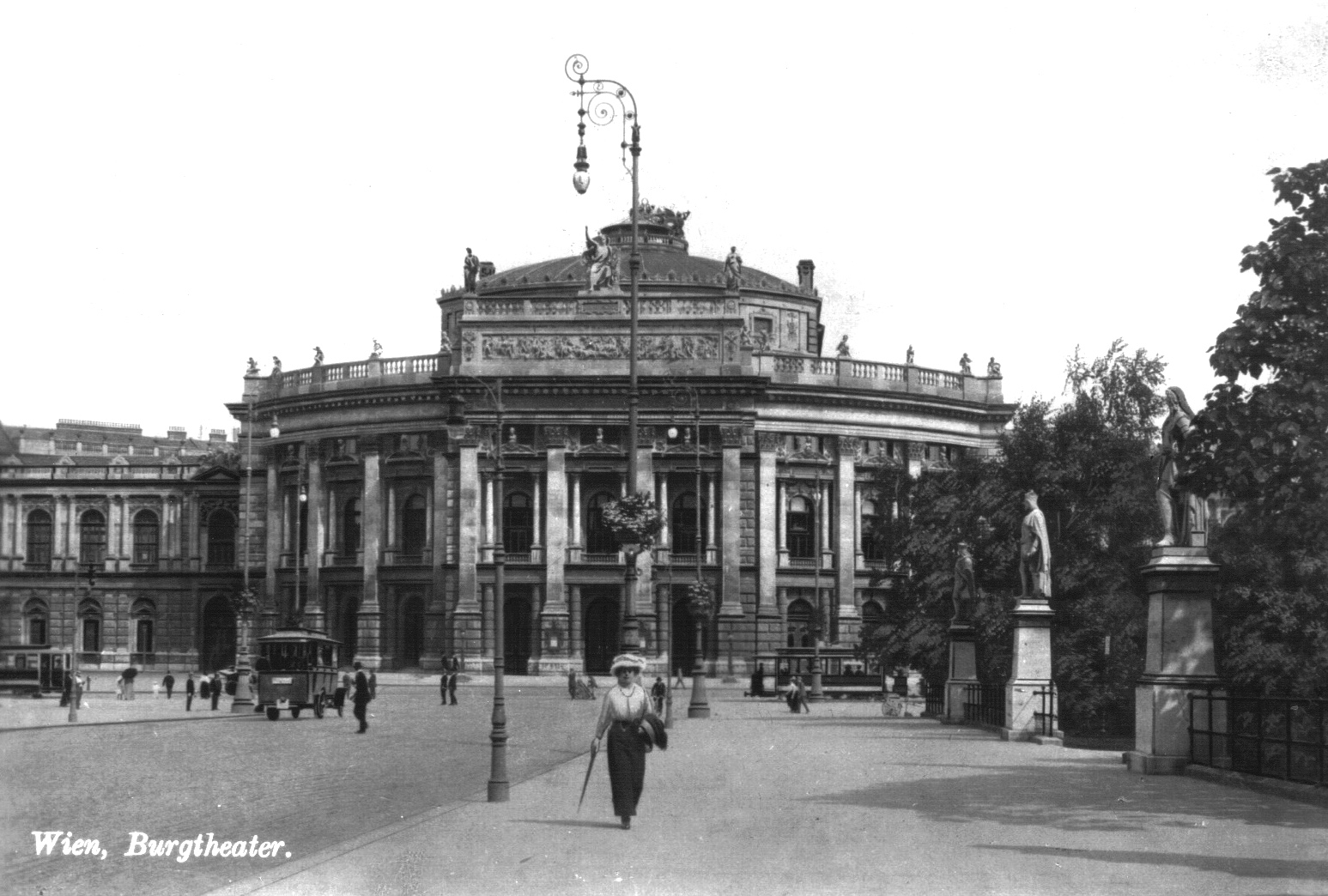
Le Burgtheater (peu après sa construction).
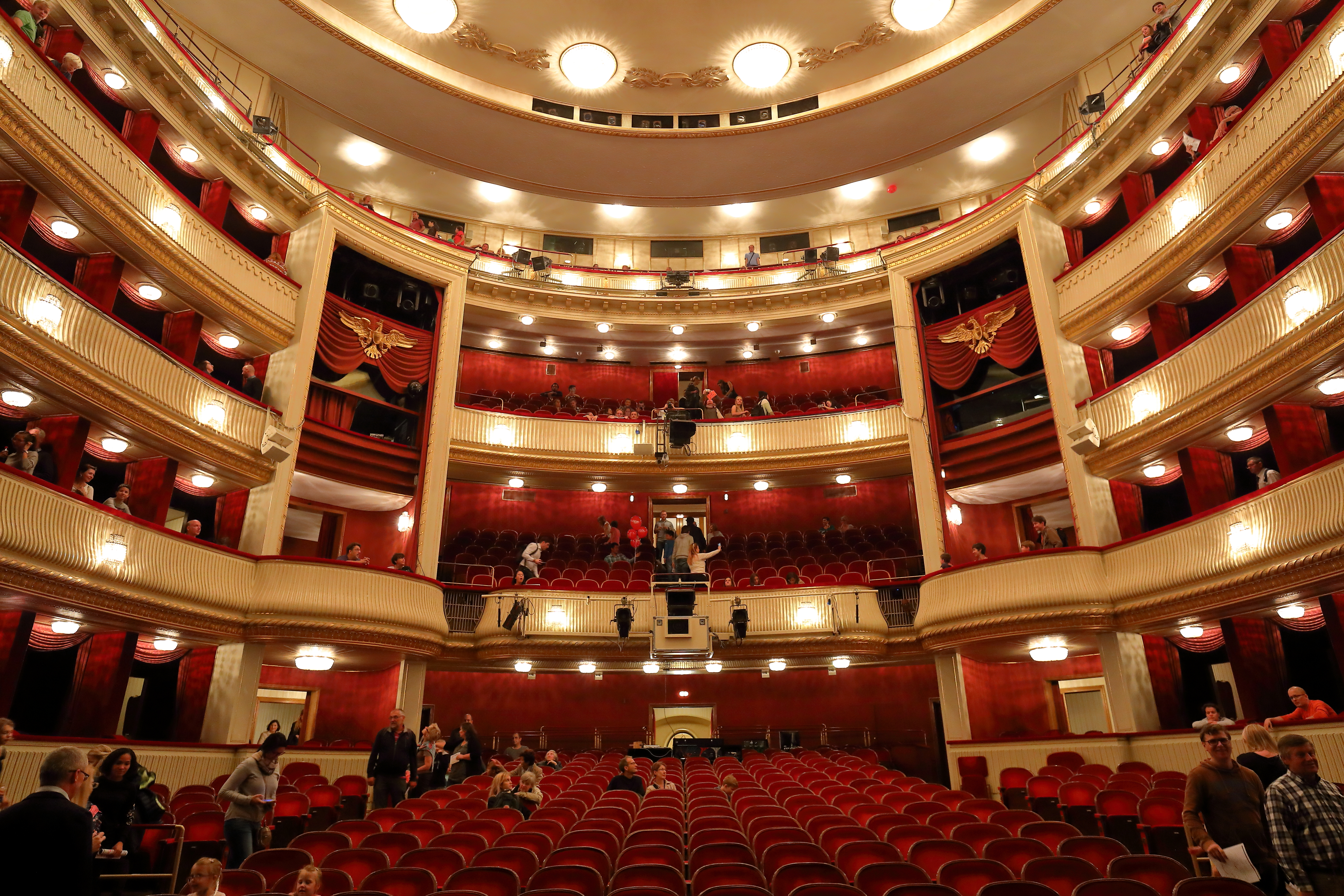
Vue du côté droit de la salle à partir de la scène.